# Liste der Stolpersteine in Herford
Die Liste der Stolpersteine in Herford enthält alle Stolpersteine, die im Rahmen des gleichnamigen Projekts von Gunter Demnig in Herford verlegt wurden. Mit ihnen soll an Opfer des Nationalsozialismus erinnert werden, die in Herford lebten und wirkten.

## Verlegte Stolpersteine
| Adresse                 | Verlege- datum          | Person, Inschrift | Bild | Anmerkung |
| ----------------------- | ----------------------- | --- | --- | --- |
| Alter Markt 6 ·         | 4. Juni 2009? [später]  | Hier wohnte Ilse Neuberg geb. Spiro Jg. 1917 Flucht 1937 Holland interniert Westerbork deportiert 1942 Ghetto Warschau ermordet                                   | Stolperstein Herford Alter Markt 6 Ilse Neuberg | |
| Alter Markt 7 ·         | 4. Juni 2009? [später]  | Hier wohnte Rudolf Feder Jg. 1901 deportiert 1942 tot in Theresienstadt                                                                                           | Stolperstein Herford Alter Markt 7 Rudolf Feder | |
| Alter Markt 7 ·         | 4. Juni 2009? [später]  | Hier wohnte Gertrud Ginsberg geb. Berghausen Jg. 1907 deportiert 1942 Izbica ermordet                                                                             | Stolperstein Herford Alter Markt 7 Gertrud Ginsberg | |
| Alter Markt 7 ·         | 4. Juni 2009? [später]  | Hier wohnte Hans Spanier Jg. 1901 deportiert 1941 Minsk ermordet in Groß-Rosen                                                                                    | Stolperstein Herford Alter Markt 7 Hans Spanier | |
| Alter Markt 7 ·         | 4. Juni 2009? [später]  | Hier wohnte Iwan Ginsberg Jg. 1905 deportiert 1942 Izbica ermordet                                                                                                | Stolperstein Herford Alter Markt 7 Ivan Ginsberg | |
| Alter Markt 8 ·         | 4. Juni 2009? [später]  | Hier wohnte Leonhard ‘Leo’ Landau Jg. 1897 deportiert 1942 Ghetto Warschau ermordet                                                                               | Stolperstein Herford Alter Markt 8 Leonhard Landau | |
| Alter Markt 8 ·         | 4. Juni 2009? [später]  | Hier wohnte Martha ‘Meta’ Landau geb. Hamlet Jg. 1900 deportiert 1942 Ghetto Warschau ermordet                                                                    | Stolperstein Herford Alter Markt 8 Martha Landau | |
| Bäckerstraße 26 ·       | 5. Nov. 2009            | Hier wohnte David Baumgarten Jg. 1902 deportiert 1941 ermordet in Riga                                                                                            | Bild gesucht Die Wikipedia wünscht sich an dieser Stelle ein Bild vom Ort mit diesen Koordinaten 52.1140066 8.6704915 . Motiv: Stolpersteine Bäckerstraße 26 Falls du dabei helfen möchtest, erklärt die Anleitung , wie das geht. BW        | |
| Bäckerstraße 26 ·       | 5. Nov. 2009            | Hier wohnte Maria Weihmann geb. Pels Jg. 1892 deportiert 1941 ermordet in Riga                                                                                    | Bild gesucht Die Wikipedia wünscht sich an dieser Stelle ein Bild vom Ort mit diesen Koordinaten 52.1140066 8.6704915 . Motiv: Stolpersteine Bäckerstraße 26 Falls du dabei helfen möchtest, erklärt die Anleitung , wie das geht. BW        | |
| Bäckerstraße 26 ·       | 5. Nov. 2009            | Hier wohnte Paul Weinberg Jg. 1892 deportiert 1941 Riga ermordet 16.12.1941                                                                                       | Bild gesucht Die Wikipedia wünscht sich an dieser Stelle ein Bild vom Ort mit diesen Koordinaten 52.1140066 8.6704915 . Motiv: Stolpersteine Bäckerstraße 26 Falls du dabei helfen möchtest, erklärt die Anleitung , wie das geht. BW        | |
| Bäckerstraße 26 ·       | 5. Nov. 2009            | Hier wohnte Paula Baumgarten geb. Littmann Jg. 1907 deportiert 1941 ermordet in Riga                                                                              | Bild gesucht Die Wikipedia wünscht sich an dieser Stelle ein Bild vom Ort mit diesen Koordinaten 52.1140066 8.6704915 . Motiv: Stolpersteine Bäckerstraße 26 Falls du dabei helfen möchtest, erklärt die Anleitung , wie das geht. BW        | |
| Bielefelder Straße 71 · | 4. Juni 2009? [später]  | Hier wohnte Wilhelm Burre Jg. 1906 Im Widerstand ermordet 1935 Zuchthaus Münster 1943 Strafbataillon 999 tot 1944 im Osten                                        | Bild gesucht Die Wikipedia wünscht sich an dieser Stelle ein Bild vom Ort mit diesen Koordinaten 52.1082648 8.6557335 . Motiv: Stolperstein Wilhelm Burre Falls du dabei helfen möchtest, erklärt die Anleitung , wie das geht. BW           | |
| Brüderstraße 1 ·        | 4. Juni 2009? [später]  | Hier wohnte Rosalie Hecht geb. Silberbach Jg. 1868 Flucht 1938 Holland interniert Westerbork deportiert 1942 Auschwitz ermordet 1942                              | Stolperstein Herford Brüderstraße 1 Rosalie Hecht | |
| Brüderstraße 1 ·        | 4. Juni 2009? [später]  | Hier wohnte Sophie Hecht Jg. 1900 Flucht 1938 Holland interniert Westerbork deportiert 1942 Auschwitz ermordet 1942                                               | Stolperstein Herford Brüderstraße 1 Sophie Hecht | |
| Brüderstraße 1 ·        | 4. Juni 2009? [später]  | Hier wohnte Erwin Hecht Jg. 1907 Flucht 1938 Holland interniert Westerbork deportiert 1942 Auschwitz ermordet 1942                                                | Stolperstein Herford Brüderstraße 1 Erwin Hecht | |
| Brüderstraße 3 ·        | 5. Nov. 2009            | Hier wohnte Fanny Hecht geb. Marx Jg. 1884 deportiert 1941 Riga ermordet Für tot erklärt                                                                          | Stolperstein Herford Brüderstraße 3 Fanny Hecht | |
| Brüderstraße 3 ·        | 5. Nov. 2009            | Hier wohnte Frieda Hecht Jg. 1888 Flucht 1940 Holland interniert Westerbork deportiert 1943 Sobibor ermordet für tot erklärt                                      | Stolperstein Herford Brüderstraße 3 Frieda Hecht | |
| Brüderstraße 3 ·        | 5. Nov. 2009            | Hier wohnte Helmut Strasser Jg. 1924 deportiert 1941 Riga ermordet Für tot erklärt                                                                                | Stolperstein Herford Brüderstraße 3 Helmut Strasser | |
| Brüderstraße 3 ·        | 5. Nov. 2009            | Hier wohnte Marta Strasser geb. Hirschfeld Jg. 1881 deportiert 1941 Riga ermordet Für tot erklärt                                                                 | Stolperstein Herford Brüderstraße 3 Marta Strasser | |
| Brüderstraße 3 ·        | 5. Nov. 2009            | Hier wohnte Philipp Hecht Jg. 1886 deportiert 1941 Riga ermordet Für tot erklärt                                                                                  | Stolperstein Herford Brüderstraße 3 Philipp Hecht | |
| Bügelstraße 5 ·         | 5. Mai 2011             | Hier wohnte Alma-Ursel Salomon Jg. 1930 deportiert 1941 Minsk ermordet 28.7.1942                                                                                  | Stolperstein Herford Bügelstraße 5 Alma-Ursel Salomon | |
| Bügelstraße 5 ·         | 5. Mai 2011             | Hier wohnte Emma Löwenstern geb. Cahn Jg. 1899 deportiert 1942 ermordet im Ghetto Warschau                                                                        | Stolperstein Herford Bügelstraße 5 Emma Löwenstern | |
| Bügelstraße 5 ·         | 5. Mai 2011             | Hier wohnte Helene Baumgart Jg. 1890 deportiert 1942 ermordet im Ghetto Warschau                                                                                  | Stolperstein Herford Bügelstraße 5 Helene Baumgart | |
| Bügelstraße 5 ·         | 5. Mai 2011             | Hier wohnte Ida Löwenstern geb. Frank Jg. 1883 deportiert 1942 Warschau ermordet 1942 in Treblinka                                                                | Stolperstein Herford Bügelstraße 5 Ida Löwenstern | |
| Bügelstraße 5 ·         | 5. Mai 2011             | Hier wohnte Jenny Baumgart Jg. 1892 deportiert 1942 ermordet im Ghetto Warschau                                                                                   | Stolperstein Herford Bügelstraße 5 Jenny Baumgart | |
| Bügelstraße 5 ·         | 5. Mai 2011             | Hier wohnte Johann Löwenstern;Jg. 1896 deportiert 1942 tot im Ghetto Warschau                                                                                     | Stolperstein Herford Bügelstraße 5 Johann Löwenstern | |
| Bügelstraße 5 ·         | 5. Mai 2011             | Hier wohnte Julie Fromm geb. Löwenstern Jg. 1858 deportiert 1942 tot in Theresienstadt                                                                            | Stolperstein Herford Bügelstraße 5 Julie Fromm | |
| Bügelstraße 5 ·         | 5. Mai 2011             | Hier wohnte Julius Löwenstern Jg. 1869 deportiert 1942 Ghetto Warschau ermordet 1942 in Treblinka                                                                 | Stolperstein Herford Bügelstraße 5 Julius Löwenstern | |
| Bügelstraße 5 ·         | 5. Mai 2011             | Hier wohnte Rudolf ‘Rolf’ Löwenstern Jg. 1926 deportiert 1942 Ghetto Warschau ermordet                                                                            | Stolperstein Herford Bügelstraße 5 Rudolf Löwenstern | |
| Bünder Straße 141 ·     | 4. Juni 2009? [später]  | Hier wohnte Ernst Kasenzer Jg. 1891 Im christlichen Widerstand Verhaftet 5.3.1942 Buchenwald ermordet 1.2.1943 Dachau                                             | Stolperstein Herford Bünder Straße 141.jpg Ernst Kasenzer | |
| Credenstraße 17 ·       | 5. Nov. 2009            | Hier wohnte Fritz Levy Jg. 1889 deportiert 1941 Riga ermordet 16.11.1944 in Dachau                                                                                | Stolperstein Herford Credenstraße 17 Fritz Levy | |
| Credenstraße 17 ·       | 5. Nov. 2009            | Hier wohnte Henriette Levy geb. Lehmann Jg. 1891 deportiert 1941 Riga ermordet 1942 Für tot erklärt                                                               | Stolperstein Herford Credenstraße 17 Henriette Levy | |
| Credenstraße 17 ·       | 5. Nov. 2009            | Hier wohnte Marianne Levy Jg. 1921 deportiert 1941 Riga ermordet 1942 Für tot erklärt                                                                             | Stolperstein Herford Credenstraße 17 Marianne Levy | |
| Credenstraße 35 ·       | 4. Juni 2009            | Hier wohnte Adolf Berghausen Jg. 1878 deportiert 1942 Ghetto Warschau ermordet                                                                                    | Stolperstein Herford Credenstraße 35 Adolf Berghausen | |
| Credenstraße 35 ·       | 4. Juni 2009            | Hier wohnte Alma Rosa Schönthal geb. Löwenstern Jg. 1902 deportiert 1941 Riga ermordet                                                                            | Stolperstein Herford Credenstraße 35 Alma Rosa Schönthal | |
| Credenstraße 35 ·       | 4. Juni 2009            | Hier wohnte Berta Nußbaum geb. Rosenbaum Jg. 1897 deportiert 1942 Ghetto Warschau ermordet                                                                        | Stolperstein Herford Credenstraße 35 Berta Nußbaum | |
| Credenstraße 35 ·       | 4. Juni 2009            | Hier wohnte Hertha Berghausen Jg. 1910 deportiert 1942 Ghetto Warschau ermordet                                                                                   | Stolperstein Herford Credenstraße 35 Hertha Berghausen | |
| Credenstraße 35 ·       | 4. Juni 2009            | Hier wohnte Ilse Schönthal Jg. 1927 deportiert 1941 Riga ermordet                                                                                                 | Stolperstein Herford Credenstraße 35 Ilse Schönthal | |
| Credenstraße 35 ·       | 4. Juni 2009            | Hier wohnte Lina Albersheim geb. Frank Jg. 1881 deportiert 1942 Ghetto Warschau ermordet 1943                                                                     | Stolperstein Herford Credenstraße 35 Lina Albersheim | |
| Credenstraße 35 ·       | 4. Juni 2009            | Hier wohnte Louis Schönthal Jg. 1895 deportiert 1941 Riga ermordet 30.6.1942                                                                                      | Stolperstein Herford Credenstraße 35 Louis Schönthal | |
| Credenstraße 35 ·       | 4. Juni 2009            | Hier wohnte Otto Albersheim Jg. 1920 deportiert 1942 Ghetto Warschau ermordet 31.12.1943                                                                          | Stolperstein Herford Credenstraße 35 Otto Albersheim | |
| Diebrocker Straße 6 ·   | 4. Juni 2009? [später]  | Hier wohnte Wilhelm Dehnert Jg. 1905 Im Widerstand verhaftet 1933 Zuchthaus Münster 1943 Strafbataillon 999 tot 1944 im Osten                                     | Bild gesucht Die Wikipedia wünscht sich an dieser Stelle ein Bild vom Ort mit diesen Koordinaten 52.1177842 8.6611564 . Motiv: Stolperstein Wilhelm Dehnert Falls du dabei helfen möchtest, erklärt die Anleitung , wie das geht. BW         | |
| Elisabethstraße 17 ·    | 4. Juni 2009? [später]  | Hier wohnte Fritz Habekost Jg. 1913 Im Widerstand ‘Schutzhaft’ 1940 ermordet 1940 in Mauthausen                                                                   | Bild gesucht Die Wikipedia wünscht sich an dieser Stelle ein Bild vom Ort mit diesen Koordinaten 52.1147892 8.6715932 . Motiv: Stolperstein Fritz Habekost Falls du dabei helfen möchtest, erklärt die Anleitung , wie das geht. BW          | |
| Fidelenstraße 2 ·       | 4. Juni 2009? [später]  | Hier wohnte Johann Masloh Jg. 1899 | Bild gesucht Die Wikipedia wünscht sich an dieser Stelle ein Bild vom Ort mit diesen Koordinaten 52.1162892 8.6767532 . Motiv: Stolperstein Johann Masloh Falls du dabei helfen möchtest, erklärt die Anleitung , wie das geht. BW           | |
| Fürstenaustraße 12 ·    | 4. Juni 2009            | Hier wohnte Grete Spanier Jg. 1896 deportiert 1942 Ghetto Warschau ermordet                                                                                       | Bild gesucht Die Wikipedia wünscht sich an dieser Stelle ein Bild vom Ort mit diesen Koordinaten 52.1195733 8.665566 . Motiv: Stolpersteine Fürstenaustraße 12 Falls du dabei helfen möchtest, erklärt die Anleitung , wie das geht. BW      | |
| Fürstenaustraße 12 ·    | 4. Juni 2009            | Hier wohnte Arthur Wilhelm Spanier Jg. 1892 deportiert 1942 Ghetto Warschau ermordet                                                                              | Bild gesucht Die Wikipedia wünscht sich an dieser Stelle ein Bild vom Ort mit diesen Koordinaten 52.1195733 8.665566 . Motiv: Stolpersteine Fürstenaustraße 12 Falls du dabei helfen möchtest, erklärt die Anleitung , wie das geht. BW      | |
| Gehrenberg 1 ·          | 4. Juni 2009? [später]  | Hier wohnte Martha Plaut geb. Levy Jg. 1886 deportiert 1942 ermordet im Ghetto Warschau                                                                           | Stolperstein Herford Gehrenberg 1 Martha Plaut | |
| Gehrenberg 1 ·          | 4. Juni 2009? [später]  | Hier wohnte Max Hoffmann Jg. 1893 deportiert 1942 Theresienstadt Auschwitz ermordet 1.10.1944                                                                     | Stolperstein Herford Gehrenberg 1 Max Hoffmann | Max war der jüngere Bruder von Erich Walter Hoffmann; zusammen waren sie Geschäftsführer des 1938 arisierten Kaufhauses „Wohlwert“. |
| Gehrenberg 1 ·          | 4. Juni 2009? [später]  | Hier wohnte Margarete Luise Hoffmann geb. Josephy Jg. 1898 deportiert 1942 Theresienstadt ermordet in Auschwitz                                                   | Stolperstein Herford Gehrenberg 1 Magarethe Luise Hoffmann | |
| Gehrenberg 1 ·          | 4. Juni 2009? [später]  | Hier wohnte Hermann Hecht Jg. 1869 deportiert 1942 Theresienstadt Minsk ermordet                                                                                  | Stolperstein Herford Gehrenberg 1 Hermann Hecht | |
| Gehrenberg 1 ·          | 4. Juni 2009? [später]  | Hier wohnte Hetti Goldwein Jg. 1894 deportiert 1942 Raasiku ermordet                                                                                              | Stolperstein Herford Gehrenberg 1 Hetti Goldwein | |
| Gehrenberg 1 ·          | 4. Juni 2009? [später]  | Hier wohnte Irmgard Levy geb. Lorch Jg. 1911 deportiert 1941 Riga Stutthof ermordet                                                                               | Stolperstein Herford Gehrenberg 1 Irmgard Levy | |
| Gehrenberg 1 ·          | 4. Juni 2009? [später]  | Hier wohnte Hans Ludwig Plaut Jg. 1922 deportiert 1942 ermordet im Ghetto Warschau                                                                                | Stolperstein Herford Gehrenberg 1 Hans Ludwig Plaut | |
| Gehrenberg 1 ·          | 4. Juni 2009? [später]  | Hier wohnte Hedwig Hecht geb. Cohn Jg. 1879 deportiert 1942 Theresienstadt Minsk ermordet                                                                         | Stolperstein Herford Gehrenberg 1 Hedwig Hecht | |
| Gehrenberg 1 ·          | 4. Juni 2009? [später]  | Hier wohnte Erich Walter Hoffmann Jg. 1890 deportiert 1942 tot in Theresienstadt                                                                                  | Stolperstein Herford Gehrenberg 1 Erich Walter Hoffmann | Hoffmann war Kaufmann und Vorsitzender der jüdischen Gemeinde Herfords. Er war mir Grete Hoffmann verheiratet. Die Familie Hoffmann schickte Empfangsbestätigungen für Pakete und Postkarten an Freunde in Herford: (…) Es geht uns weiter gut. Herzl. Dank für alle Sachen (7. April 1944) bzw. (…) Herzl. Dank & Grüsse. Wir sind gesund. (7. Mai 1944). Vom 28. August 1944 stammt die letzte Bestätigung. |
| Gehrenberg 1 ·          | 4. Juni 2009? [später]  | Hier wohnte Werner Hoffmann Jg. 1899 deportiert 1941 Riga Stutthof ermordet                                                                                       | Stolperstein Herford Gehrenberg 1 Werner Hoffmann | |
| Gehrenberg 12 ·         | 4. Juni 2009? [später]  | Hier wohnte Rosa Os geb. Proskauer Jg. 1877 deportiert 1942 tot in Theresienstadt                                                                                 | Stolperstein Herford Gehrenberg 12 Rosa Os | |
| Gehrenberg 12 ·         | 4. Juni 2009? [später]  | Hier wohnte Bernhard Os Jg. 1875 deportiert 1942 tot in Theresienstadt                                                                                            | Stolperstein Herford Gehrenberg 12 Bernhard Os | Os wurde zusammen mit seiner Frau Rosa und weiteren Mitgliedern der jüdischen Gemeinde von der kleinen Herforder Markthalle per Lkw in das Bielefelder Lager in der Gaststätte „Kyffhäuser“ am Kesselbrink gebracht um später von dort ‚ihren Wohnsitz nach Theresienstadt zu verlegen‘ … |
| Gehrenberg 12 ·         | 4. Juni 2009? [später]  | Hier wohnte Adolf Abraham Neumann Jg. 1893 deportiert 1941 Riga ermordet                                                                                          | Stolperstein Herford Gehrenberg 12 Adolf Abraham Neumann | |
| Gehrenberg 12 ·         | 4. Juni 2009? [später]  | Hier wohnte Frieda Goldberg Jg. 1891 deportiert 1942 tot in Theresienstadt                                                                                        | Stolperstein Herford Gehrenberg 12 Frieda Goldberg | |
| Gehrenberg 12 ·         | 4. Juni 2009? [später]  | Hier wohnte Johanna Mosberg geb. Kronenberg Jg. 1870 deportiert 1942 ermordet 1944 in Theresienstadt                                                              | Stolperstein Herford Gehrenberg 12 Johanna Mosberg | † 3. März 1944 |
| Gehrenberg 12 ·         | 4. Juni 2009? [später]  | Hier wohnte Margarete Neumann geb. Goldberg Jg. 1896 deportiert 1941 Riga ermordet                                                                                | Stolperstein Herford Gehrenberg 12 Margarete Neumann | |
| Gehrenberg 12 ·         | 4. Juni 2009? [später]  | Hier wohnte Rosa Goldberg geb. Silberberg Jg. 1858 deportiert 1942 tot in Theresienstadt                                                                          | Stolperstein Herford Gehrenberg 12 Rosa Goldberg | |
| Gehrenberg 17 ·         | 4. Juni 2009? [später]  | Hier wohnte Regina Spanier geb. Herrmann Jg. 1868 deportiert 1942 ermordet in Riga                                                                                | Stolperstein Herford Gehrenberg 17 Regina Spanier | |
| Goebenstraße 12 ·       | 4. Juni 2009? [später]  | Hier wohnte Klara Blumenfeld Jg. 1874 deportiert 1941 ermordet in Łódź                                                                                            | Bild gesucht Die Wikipedia wünscht sich an dieser Stelle ein Bild vom Ort mit diesen Koordinaten 52.1217859 8.6682795 . Motiv: Stolperstein Klara Blumenfeld Falls du dabei helfen möchtest, erklärt die Anleitung , wie das geht. BW        | |
| Goebenstraße 65 ·       | 5. Nov. 2009            | Hier wohnte Iwan Löwenstein Jg. 1867 deportiert 1942 Theresienstadt tot 29.8.1942                                                                                 | Bild gesucht Die Wikipedia wünscht sich an dieser Stelle ein Bild vom Ort mit diesen Koordinaten 52.1272697 8.6695728 . Motiv: Stolperstein Iwan Löwenstein Falls du dabei helfen möchtest, erklärt die Anleitung , wie das geht. BW         | |
| Graf Kanitz Straße 47 · | 4. Juni 2009? [später]  | Hier wohnte Karl Wessel Jg. 1903 Im Widerstand Verhaftet 1935 Zuchthaus Hameln 1944 Strafbataillon 999 tot 1945 in Gefangenschaft                                 | Bild gesucht Die Wikipedia wünscht sich an dieser Stelle ein Bild vom Ort mit diesen Koordinaten 52.1245625 8.6887592 . Motiv: Stolperstein Karl Wessel Falls du dabei helfen möchtest, erklärt die Anleitung , wie das geht. BW             | |
| Hämelinger Straße 10 ·  | 4. Juni 2009? [später]  | Hier arbeitete Max Less Jg. 1888 deportiert 1943 Theresienstadt ermordet 1944 in Auschwitz                                                                        | Stolperstein Herford Hämelinger Straße 10 Max Less | Geschäft Less |
| Hardenbergstraße 7 ·    | 5. Mai 2011             | Hier wohnte Hermann Abke Jg. 1903 Zeuge Jehova Verhaftet 1944 Hingerichtet 1944 im Wehrmachtsgefängnis Torgau                                                     | Stolperstein Herford Hardenbergstraße 7 Hermann Abke | |
| In der Masch 19 ·       | 4. Juni 2009? [später]  | Hier wohnte Albert Meier Jg. 1907 Eingewiesen 1935 Anstalt Gütersloh ermordet 1943 in Hadamar                                                                     | Bild gesucht Die Wikipedia wünscht sich an dieser Stelle ein Bild vom Ort mit diesen Koordinaten 52.1323266 8.6763338 . Motiv: Stolperstein Albert Meier Falls du dabei helfen möchtest, erklärt die Anleitung , wie das geht. BW            | |
| Jöllenbecker Weg 23 ·   | 4. Juni 2009? [später]  | Hier wohnte Heinrich Schlüter Jg. 1891 Eingewiesen 1930 Anstalt Gütersloh ermordet 1941 in Hadamar Aktion T4                                                      | Bild gesucht Die Wikipedia wünscht sich an dieser Stelle ein Bild vom Ort mit diesen Koordinaten 52.1102953 8.6555445 . Motiv: Stolperstein Heinrich Schlüter Falls du dabei helfen möchtest, erklärt die Anleitung , wie das geht. BW       | |
| Johannisstraße 34 ·     | 5. Mai 2011             | Hier wohnte Willi Charles Osterhagen Jg. 1911 | Bild gesucht Die Wikipedia wünscht sich an dieser Stelle ein Bild vom Ort mit diesen Koordinaten 52.1129958 8.673991 . Motiv: Stolperstein Willi Charles Osterhagen Falls du dabei helfen möchtest, erklärt die Anleitung , wie das geht. BW | |
| Johannisstraße 36 ·     | 5. Mai 2011             | Hier wohnte Heiko Ploeger Jg. 1898 | Bild gesucht Die Wikipedia wünscht sich an dieser Stelle ein Bild vom Ort mit diesen Koordinaten 52.1138358 8.6833851 . Motiv: Stolperstein Heiko Plöger Falls du dabei helfen möchtest, erklärt die Anleitung , wie das geht. BW            | |
| Kirchgasse 4 ·          | 5. Mai 2011             | Hier wohnte Elise Rosenbaum geb. Rosenbaum Jg. 1857 deportiert 1942 ermordet 1942 in Theresienstadt                                                               | Stolperstein Herford Kirchgasse 4 Elise Rosenbaum | † 22. November 1942 |
| Kirchgasse 4 ·          | 5. Mai 2011             | Hier wohnte Else Grünewald Jg 1896 deportiert 1941 ermordet 1943 in Riga                                                                                          | Stolperstein Herford Kirchgasse 4 Else Grünewald | |
| Kirchgasse 4 ·          | 5. Mai 2011             | Hier wohnte Grete Anneliese Hirsch Jg. 1928 deportiert 1942 Auschwitz ermordet                                                                                    | Stolperstein Herford Kirchgasse 4 Grete Anneliese Hirsch | |
| Kirchgasse 4 ·          | 5. Mai 2011             | Hier wohnte Heinz Philipsohn Jg. 1907 deportiert 1942 ermordet im Ghetto Warschau                                                                                 | Stolperstein Herford Kirchgasse 4 Heinz Phillipsohn | |
| Kirchgasse 4 ·          | 5. Mai 2011             | Hier wohnte Hermann Michaelis-Jena Jg. 1859 deportiert 1942 ermordet 1942 in Theresienstadt                                                                       | Stolperstein Herford Kirchgasse 4 Hermann Michaelis-Jena | † 19. August 1942 |
| Kirchgasse 4 ·          | 5. Mai 2011             | Hier wohnte Jenny Wolff geb. Rosenbaum Jg. 1885 deportiert ermordet im Ghetto Warschau                                                                            | Stolperstein Herford Kirchgasse 4 Jenny Wolff | |
| Kirchgasse 4 ·          | 5. Mai 2011             | Hier wohnte Rosie Grünewald geb. Michaelis-Jena Jg. 1903 deportiert 1941 ermordet 1943 in Riga                                                                    | Stolperstein Herford Kirchgasse 4 Rosie Grünewald | |
| Kirchgasse 4 ·          | 5. Mai 2011             | Hier wohnte Samuel Rosenbaum Jg. 1856 deportiert 1942 ermordet 1942 in Theresienstadt                                                                             | Stolperstein Herford Kirchgasse 4 Samuel Rosenbaum | † 25. August 1942 |
| Kirchgasse 4 ·          | 5. Mai 2011             | Hier wohnte August Leeser Jg. 1904 deportiert 1941 ermordet in Riga                                                                                               | Stolperstein Herford Kirchgasse 4 August Leeser | |
| Kirchgasse 4 ·          | 5. Mai 2011             | Hier wohnte Cäcilie ‘Cilly’ Hirsch Jg. 1930 deportiert 1942 Auschwitz ermordet                                                                                    | Stolperstein Herford Kirchgasse 4 Cäcilie Hirsch | |
| Komturstraße 16 ·       | 5. Nov. 2009            | Hier wohnte Dora Marcus geb. Weingarten Jg. 1874 Flucht 1942 Holland interniert Westerbork deportiert 1942 Auschwitz ermordet Für tot erklärt                     | Stolperstein Herford Komturstraße 16 Dora Marcus | |
| Komturstraße 16 ·       | 5. Nov. 2009            | Hier wohnte Ludwig Weingarten Jg. 1879 deportiert 1942 Ghetto Warschau ermordet Für tot erklärt                                                                   | Stolperstein Herford Komturstraße 16 Ludwig Weingarten | |
| Komturstraße 16 ·       | 5. Nov. 2009            | Hier wohnte Martha Weingarten geb. Westfeld Jg. 1887 deportiert 1942 Ghetto Warschau ermordet Für tot erklärt                                                     | Stolperstein Herford Komturstraße 16 Martha Weingarten | |
| Komturstraße 21 ·       | 4. Juni 2009            | Hier wohnte Aron Selig Feder Jg. 1870 deportiert 1942 Theresienstadt tot 19.2.1943                                                                                | Stolperstein Herford Komturstraße 21 Aron Selig Feder | |
| Komturstraße 21 ·       | 4. Juni 2009            | Hier wohnte Ruth Lilli Goldmann Jg. 1912 deportiert 1942 Ghetto Warschau ermordet                                                                                 | Stolperstein Herford Komturstraße 21 Ruth Lilli Goldmann | |
| Komturstraße 21 ·       | 4. Juni 2009            | Hier wohnte Sally Rosenthal Jg. 1903 deportiert 1942 Theresienstadt Auschwitz ermordet                                                                            | Stolperstein Herford Komturstraße 21 Sally Rosenthal | |
| Komturstraße 21 ·       | 4. Juni 2009            | Hier wohnte Betty Rosenthal Jg. 1870 deportiert 1942 Theresienstadt Auschwitz ermordet                                                                            | Stolperstein Herford Komturstraße 21 Betty Rosenthal | |
| Komturstraße 21 ·       | 4. Juni 2009            | Hier wohnte Dorothea Paula Ruschkewitz geb. Stern Jg. 1878 deportiert 1942 Riga ermordet                                                                          | Stolperstein Herford Komturstraße 21 Dorothea Paula Ruschkewitz | |
| Komturstraße 21 ·       | 4. Juni 2009            | Hier wohnte Ella Marianne Lewin geb. Zöllner Jg. 1889 deportiert 1941 Riga ermordet 1943                                                                          | Stolperstein Herford Komturstraße 21 Ella Marianne Lewin | |
| Komturstraße 21 ·       | 4. Juni 2009            | Hier wohnte Else Goldmann geb. Netheim Jg. 1881 deportiert 1942 Ghetto Warschau ermordet                                                                          | Stolperstein Herford Komturstraße 21 Else Goldmann | |
| Komturstraße 21 ·       | 4. Juni 2009            | Hier wohnte Erich Lewin Jg. 1889 deportiert 1941 Riga ermordet | Stolperstein Herford Komturstraße 21 Erich Lewin | |
| Komturstraße 21 ·       | 4. Juni 2009            | Hier wohnte Julius Ruschkewitz Jg. 1872 deportiert? ? ? [sic!] | Stolperstein Herford Komturstraße 21 Julius Ruschkewitz | |
| Komturstraße 21 ·       | 4. Juni 2009            | Hier wohnte Martha Rosenthal geb. Rosenbaum Jg. 1906 deportiert 1942 Theresienstadt Auschwitz ermordet                                                            | Stolperstein Herford Komturstraße 21 Martha Rosenthal | |
| Komturstraße 21 ·       | 4. Juni 2009            | Hier wohnte Mirjam Rosenthal Jg. 1937 deportiert 1942 Theresienstadt Auschwitz ermordet                                                                           | Stolperstein Herford Komturstraße 21 Mirjam Rosenthal | |
| Komturstraße 21 ·       | 4. Juni 2009            | Hier wohnte Nathalie Feder geb. Joel Jg. 1876 deportiert 1942 Theresienstadt tot 5.10.1942                                                                        | Stolperstein Herford Komturstraße 21 Nathalie Feder | |
| Kurfürstenstraße 15 ·   | 4. Juni 2009? [später]  | Hier wohnte Dr. Hans Davidsohn Jg. 1901 ermordet 5.10.1936 Malchin ‘Autounfall’                                                                                   | Stolperstein Herford Kurfürstenstraße 15 Hans Davidsohn | |
| Lübbertorwall 18 ·      | 4. Juni 2009? [später]  | Hier wohnte Albert Schiff Jg. 1900 deportiert 1942 tot im Ghetto Warschau                                                                                         | Stolperstein Herford Lübbertorwall 18 Albert Schiff | |
| Lübbertorwall 18 ·      | 4. Juni 2009? [später]  | Hier wohnte Else Hamlet Jg. 1896 deportiert 1941 ermordet in Riga                                                                                                 | Stolperstein Herford Lübbertorwall 18 Else Hamlet | |
| Lübbertorwall 18 ·      | 4. Juni 2009? [später]  | Hier wohnte Else Hedwig Helene Obermeier geb. Blankenberg Jg. 1886 deportiert 1942 ermordet in Auschwitz                                                          | Stolperstein Herford Lübbertorwall 18 Else Hedwig Helene Obermeier | |
| Lübbertorwall 18 ·      | 4. Juni 2009? [später]  | Hier wohnte Gerd Franke Jg. 1925 deportiert 1941 Riga Stutthof Neuengamme ermordet in Bergen-Belsen                                                               | Stolperstein Herford Lübbertorwall 18 Gerd Franke | |
| Lübbertorwall 18 ·      | 4. Juni 2009? [später]  | Hier wohnte Helene Franke geb. Franken Jg. 1904 deportiert 1941 ermordet in Riga                                                                                  | Stolperstein Herford Lübbertorwall 18 Helene Franke | |
| Lübbertorwall 18 ·      | 4. Juni 2009? [später]  | Hier wohnte Johanna Schiff geb. Levison Jg. 1900 deportiert 1942 tot im Ghetto Warschau                                                                           | Stolperstein Herford Lübbertorwall 18 Johanna Schiff | |
| Lübbertorwall 18 ·      | 4. Juni 2009? [später]  | Hier wohnte Max Franke Jg. 1893 deportiert 1941 Riga Stutthof Neuengamme ermordet in Bergen-Belsen                                                                | Stolperstein Herford Lübbertorwall 18 Max Franke | |
| Lübbertorwall 18 ·      | 4. Juni 2009? [später]  | Hier wohnte Paul Franke Jg. 1896 deportiert 1941 ermordet in Riga                                                                                                 | Stolperstein Herford Lübbertorwall 18 Paul Franke | |
| Luttenbergstraße 7 ·    | 5. Mai 2011             | Hier wohnte Anna Christine Richter Jg. 1903 Eingewiesen 1932 Anstalt Winnenthal ermordet 1940 in Grafeneck                                                        | Bild gesucht Die Wikipedia wünscht sich an dieser Stelle ein Bild vom Ort mit diesen Koordinaten 52.1160437 8.6847826 . Motiv: Stolperstein Anna Christine Richter Falls du dabei helfen möchtest, erklärt die Anleitung , wie das geht. BW  | |
| Meierstraße 53 ·        | 4. Juni 2009? [später]  | Hier wohnte Herrmann Deppe Jg. 1907 Schutzhaft 1939-1943 Auschwitz 1943 Strafbataillon 999 tot 1944 im Osten                                                      | Bild gesucht Die Wikipedia wünscht sich an dieser Stelle ein Bild vom Ort mit diesen Koordinaten 52.1194421 8.691684 . Motiv: Stolperstein Herrmann Deppe Falls du dabei helfen möchtest, erklärt die Anleitung , wie das geht. BW           | |
| Mindener Straße 88 ·    | 4. Juni 2009? [später]  | Hier wohnte Johanne Pecher Jg. 1892 Eingewiesen 1931 Anstalt Gütersloh ermordet 1943 in Hadamar                                                                   | Stolpersteine Herford Mindener Str. 88 Johanne Pecher | |
| Nachtigalstraße 39 ·    | 4. Juni 2009? [später]  | Hier wohnte Wolfgang de Boer Jg. 1923 Im Widerstand ‘Schutzhaft’ 1940 Arbeitserziehungslager ermordet 1944 in Lahde                                               | Bild gesucht Die Wikipedia wünscht sich an dieser Stelle ein Bild vom Ort mit diesen Koordinaten 52.1359613 8.6804661 . Motiv: Stolperstein Wolfgang de Boer Falls du dabei helfen möchtest, erklärt die Anleitung , wie das geht. BW        | |
| Neuer Markt 4 ·         | 5. Nov. 2009            | Hier wohnte Ella Grundmann Jg. 1886 deportiert 1941 Łódź ermordet                                                                                                 | Stolperstein Herford Neuer Markt 4 Ella Grundmann | |
| Neuer Markt 4 ·         | 5. Nov. 2009            | Hier wohnte Elsbeth ‘Else’ Grundmann geb. Plaut Jg. 1876 deportiert 1942 tot in Theresienstadt                                                                    | Stolperstein Herford Neuer Markt 4 Elsbeth Grundmann | |
| Neuer Markt 4 ·         | 5. Nov. 2009            | Hier wohnte Hermann ‘David’ Grundmann Jg. 1886 deportiert 1942 tot in Theresienstadt                                                                              | Stolperstein Herford Neuer Markt 4 Hermann Grundmann | |
| Neuer Markt 4 ·         | 5. Nov. 2009            | Hier wohnte Selma Emma Grundmann Jg. 1870 deportiert 1942 tot in Theresienstadt                                                                                   | Stolperstein Herford Neuer Markt 4 Selma Emma Grundmann | |
| Neuer Markt 4 ·         | 5. Nov. 2009            | Hier wohnte Tonie Grundmann Jg. 1890 deportiert 1941 Łódź ermordet                                                                                                | Stolperstein Herford Neuer Markt 4 Tonie Grundmann | |
| Renntorwallstraße 4 ·   | 4. Juni 2009? [später]  | Hier wohnte Karl Rudolf Neuberg Jg. 1913 Flucht 1937 Holland interniert Westerbork deportiert 1942 KZ Jawischowitz ermordet 31.3.1944                             | Bild gesucht Die Wikipedia wünscht sich an dieser Stelle ein Bild vom Ort mit diesen Koordinaten 52.1121232 8.6712476 . Motiv: Stolperstein Karl Rudolf Neuberg Falls du dabei helfen möchtest, erklärt die Anleitung , wie das geht. BW     | |
| Rosenstraße 2 ·         | 4. Juni 2009            | Hier wohnte Ernst David van Pels Jg. 1907 | Bild gesucht Die Wikipedia wünscht sich an dieser Stelle ein Bild vom Ort mit diesen Koordinaten 52.1162832 8.6766476 . Motiv: Stolperstein Karl Rudolf Neuberg Falls du dabei helfen möchtest, erklärt die Anleitung , wie das geht. BW     | |
| Schillerstraße 15 ·     | 4. Juni 2009 ? [später] | Hier wohnte Anna-Elisabeth Weinberg geb. Behr Jg. 1893 Flucht 1933 Holland interniert Westerbork deportiert 1943 Theresienstadt 1944 Auschwitz ermordet 9.10.1944 | Bild gesucht Die Wikipedia wünscht sich an dieser Stelle ein Bild vom Ort mit diesen Koordinaten 52.1202374 8.6672699 . Motiv: Stolpersteine Schillerstraße 15 Falls du dabei helfen möchtest, erklärt die Anleitung , wie das geht. BW      | |
| Schillerstraße 15 ·     | 4. Juni 2009 ? [später] | Hier wohnte Erich Weinberg Jg. 1896 Flucht 1933 Holland interniert Westerbork deportiert 1943 Theresienstadt ermordet in Auschwitz                                | Bild gesucht Die Wikipedia wünscht sich an dieser Stelle ein Bild vom Ort mit diesen Koordinaten 52.1202374 8.6672699 . Motiv: Stolpersteine Schillerstraße 15 Falls du dabei helfen möchtest, erklärt die Anleitung , wie das geht. BW      | |
| Veilchenstraße 12 ·     | 5. Mai 2011             | Hier wohnte Wilhelm Oberhaus Jg. 1901 Im Christlichen Widerstand ‘Schutzhaft’ 1942: ermordet 1942 in Dachau                                                       | Bild gesucht Die Wikipedia wünscht sich an dieser Stelle ein Bild vom Ort mit diesen Koordinaten 52.1138358 8.6833851 . Motiv: Stolperstein Wilhelm Oberhaus Falls du dabei helfen möchtest, erklärt die Anleitung , wie das geht. BW        | |
| Weddigenufer 22 ·       | 5. Nov. 2009            | Hier wohnte Frieda Meyer Jg. 1911 Flucht 1938 Holland interniert Westerbork deportiert 1942 Auschwitz ermordet Für tot erklärt                                    | Stolperstein Herford Weddigenufer 22 Frieda Meyer | |
| Werrestraße 1 ·         | 5. Nov. 2009? [später]  | Hier wohnte Martha Meyer Jg. 1893 | Bild gesucht Die Wikipedia wünscht sich an dieser Stelle ein Bild vom Ort mit diesen Koordinaten 52.119242 8.6768833 . Motiv: Stolperstein Martha Meyer Falls du dabei helfen möchtest, erklärt die Anleitung , wie das geht. BW             | |